# My Cherie Amour (chanson)
Pour l'album, voir My Cherie Amour (album).
Singles de Stevie Wonder
I Don't Know Why
(1968) Yester-Me, Yester-You, Yesterday
(1969)
My Cherie Amour est une chanson de l'auteur-compositeur-interprète américain Stevie Wonder sortie en 1969.
La chanson est initialement sortie au début 1969 en single. Aux États-Unis, elle a débuté à la 70e place du Billboard Hot 100 la semaine du 31 mai 1969 et a atteint la 4e place pour deux semaines en juillet—août (celles du 26 juillet et du 2 août),. Cette chanson a aussi donné son nom à l'album de Stevie Wonder sorti cette année.
Cette chanson a été reprise par de nombreux artistes, parmi lesquels The Jackson 5, le groupe Boney M., sont la version a atteint la 55e place en Allemagne en 1985.